# Sainte-Hélène (Morbihan)
Pour les articles homonymes, voir Sainte-Hélène.
Sainte-Hélène [sɛ̃telɛn] est une commune française située dans le département du Morbihan, en région Bretagne.
Elle est située dans l'aire urbaine de Lorient.

## Géographie

### Situation
Sainte-Hélène est une commune du Sud du Morbihan située au bord de la ria d'Étel, entre les communes de Nostang et de Plouhinec, à 12,3 km de Lorient et à 33,9 km de Vannes à vol d'oiseau. Elle est traversée par la route départementale no 158. Les communes limitrophes sont Merlevenez, Nostang, Plouhinec, Belz, Kervignac et Étel.
| Merlevenez                  | Merlevenez                  | Rivière d'Étel et Nostang |
| Merlevenez                  | Sainte-Hélène               | Rivière d'Étel et Nostang |
| Rivière d'Étel et Plouhinec | Rivière d'Étel et Plouhinec | Belz                      |

Les grandes villes les plus proches de Sainte-Hélène sont Rennes (121,3 km) et Brest (121 km).

### Géologie et relief
Elle possède plus de 13 km de littoral sur la rive droite de la Rivière d'Étel, alternant criques et pointes rocheuses : du nord vers le sud, le Goah Guillerm (ramification  de la partie amont nord-ouest de la Rivière d'Étel) sépare Sainte-Hélène de Nostang au niveau de la presqu'île de Kerfrézec ; puis la Rivière de Landévant sépare Sainte-Hélène de la presqu'île de Plec située en Locoal-Mendon ; en allant vers le sud la presqu'île de Kerantréh est l'avancée la plus importante du finage communal en ria d'Étel : grossièrement en forme de croix, elle possède trois pointes, celle de Beg Morzel au nord, celle de Kerantréh à l'est et celle de Mané Hellec au sud, et fait face à l'île de Locoal ; enfin le territoire communal est limité au sud par le chenal de Berringue, autre ramification de la ria d'Étel, dont la partie amont a été transformée en étang (étang de Berringue) pour servir de réserve d'eau au moulin à marée de Berringue (situé en Plouhinec, à la limite de Sainte-Hélène). Une passerelle mise en place au niveau de la digue du moulin de Berringue en 2014 permet désormais de relier les sentiers côtiers de Plouhinec et de Sainte-Hélène.
Côté continent, à l'ouest Sainte-Hélène est séparée un temps de la commune voisine de Merlevenez par le ruisseau de Lézévry, un minuscule fleuve côtier, dont la partie aval se trouve entièrement dans la commune de Merlevenez.
Le relief de la commune est d'une platitude remarquable : l'altitude maximale de la commune est à 20 m et l'altitude minimale est située au niveau de la mer, soit à 0 m d'altitude.
Les îlots d'Iniz-Er-Mour et Logoden, au sud de la pointe du Mané Hellec, appartiennent à la commune.
| - Carte topographique de la commune de Sainte-Hélène. |

### La Rivière d'Étel

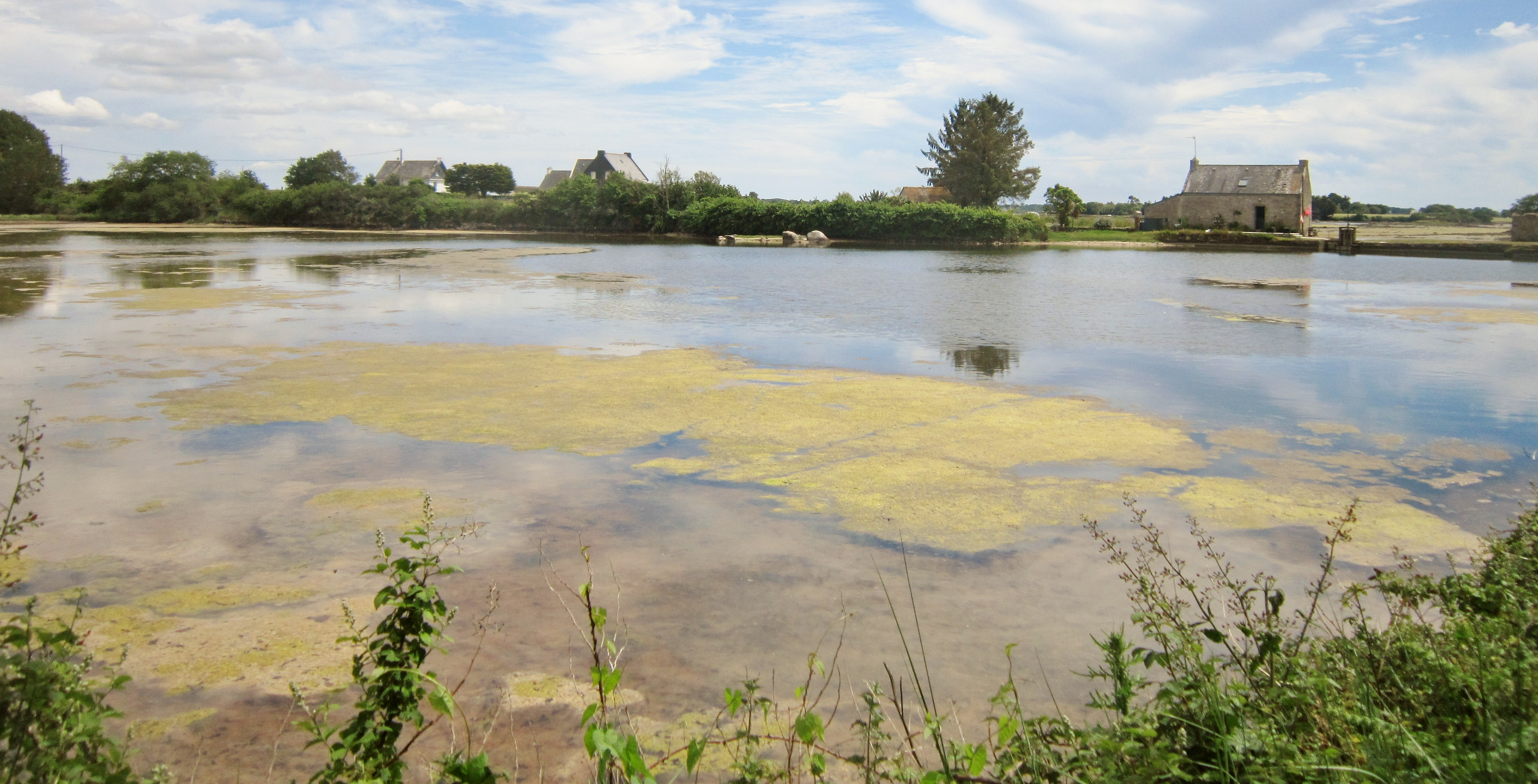
L'étang de Berringue (partie est) et le moulin de Berringue vus depuis le sentier piétonnier côté Sainte-Hélène.

La rivière d'Étel prend sa source près du village de Penhoët, dans l'est de la commune de Languidic, dans le Morbihan, à environ 100 m d'altitude. L'embouchure se situe dans l'océan Atlantique au niveau de la ville d'Étel et de celle de Plouhinec. Sa longueur totale est de 35,1 km.
Sa partie nord-ouest, qui concerne la commune de Sainte-Hélène, se subdivise en plusieurs bras, le Chenal de Berringue et la Rivière de Landévant étant les principaux. Découvrant largement à marée basse, le littoral très indenté s'étend sur 13 kilomètres, alternant petites criques sablonneuses et pointes rocheuses ; il est formé principalement de vasières (par exemple la Vassière du Couarde) utilisées par des ostréiculteurs pour y implanter leurs parcs à huîtres.
La commune ne possède pas de sentier littoral continu le long de la ria d'Étel, mais uniquement de tronçons discontinus ; une large proportion du littoral est propriété privée, et donc inaccessible au public.

Sainte-Hélène : panorama de la Ria d'Etel, avec des parcs à huîtres visibles à marée basse.

#### La Rivière de Landévant
D’une longueur de 4,5 km, elle concerne principalement la commune de Nostang, sa branche nord-ouest séparant cette commune de Sainte-Hélène.

### Hydrographie
Pour un article plus général, voir Réseau hydrographique du Morbihan.
La commune est située dans le bassin Loire-Bretagne. Elle est drainée par le Goah Guillerm, la Demi-Ville, le chenal de Berringue et divers autres petits cours d'eau,.
Le Goah Guillerm, d'une longueur de 35 km, prend sa source dans la commune de Languidic et se jette  dans le ria d'Étel en limite de Plouhinec et d'Erdeven, après avoir traversé huit communes. 
La Demi-Ville, d'une longueur de 21 km, prend sa source dans la commune de Pluvigner et se jette  dans le ria d'Étel à Sainte-Hélène, après avoir traversé sept communes. 

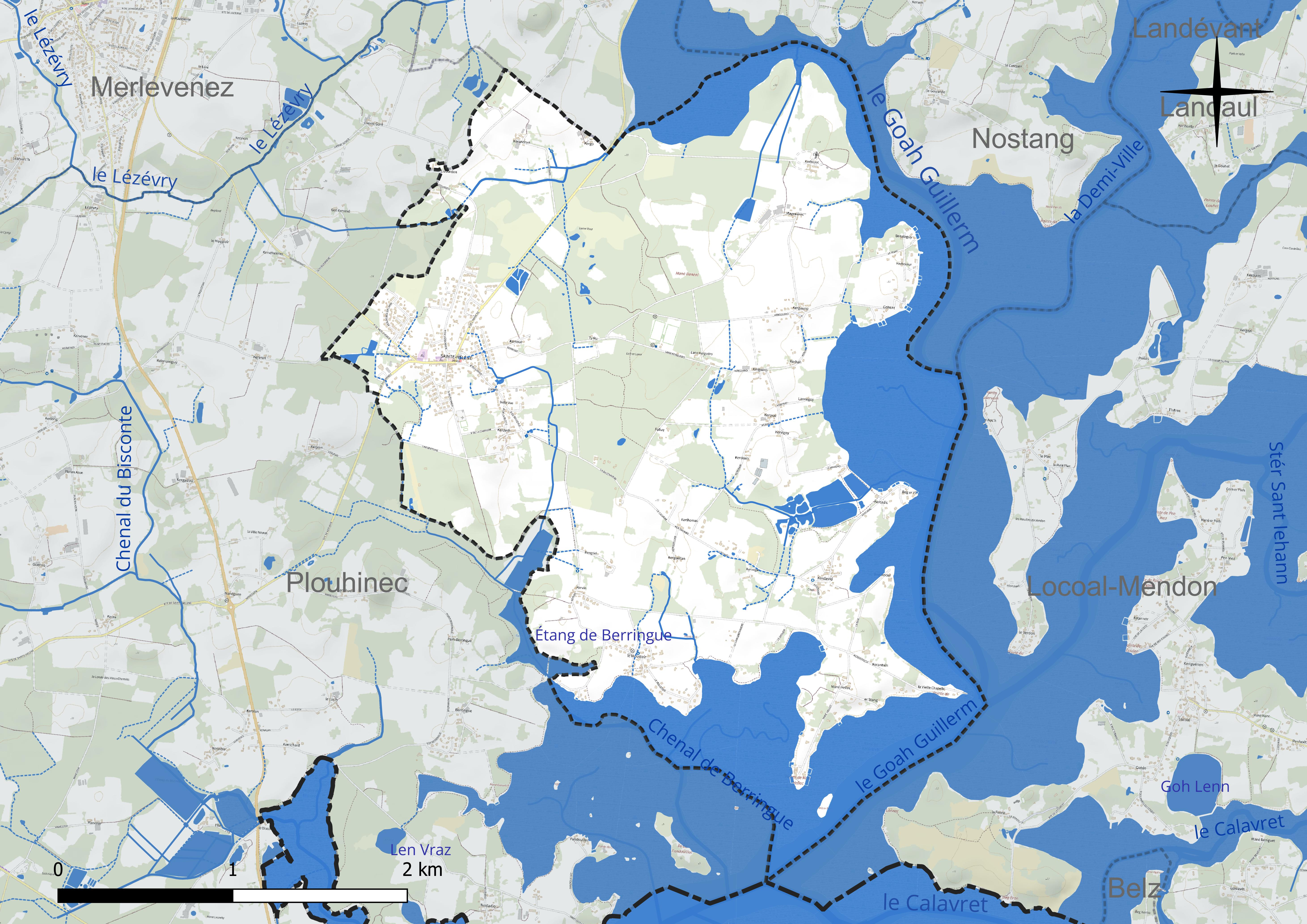
Réseau hydrographique de Sainte-Hélène.

Un plan d'eau complète le réseau hydrographique : l'étang de Berringue, d'une superficie totale de 6,4 ha (0 ha sur la commune),.

### Climat
Pour des articles plus généraux, voir Climat de la Bretagne et Climat du Morbihan.
En 2010, le climat de la commune est de type climat océanique franc, selon une étude du CNRS s'appuyant sur une série de données couvrant la période 1971-2000. En 2020, Météo-France publie une typologie des climats de la France métropolitaine dans laquelle la commune est exposée à un climat océanique et est dans la région climatique  Bretagne orientale et méridionale, Pays nantais, Vendée, caractérisée par une faible pluviométrie en été et une bonne insolation. Parallèlement l'observatoire de l'environnement en Bretagne publie en 2020 un zonage climatique de la région Bretagne, s'appuyant sur des données de Météo-France de 2009. La commune est, selon ce zonage, dans la zone « Intérieur  », exposée à un climat médian, à dominante océanique.  
Pour la période 1971-2000, la température annuelle moyenne est de 12,1 °C, avec une amplitude thermique annuelle de 11,4 °C. Le cumul annuel moyen de précipitations est de 910 mm, avec 13,4 jours de précipitations en janvier et 7,1 jours en juillet. Pour la période 1991-2020, la température moyenne annuelle observée sur la station météorologique la plus proche, située sur la commune de Quéven à 17 km à vol d'oiseau, est de 12,2 °C et le cumul annuel moyen de précipitations est de 943,3 mm,. Pour l'avenir, les paramètres climatiques de la commune estimés pour 2050 selon différents scénarios d’émission de gaz à effet de serre sont consultables sur un site dédié publié par Météo-France en novembre 2022.

## Urbanisme

### Typologie
Au 1er janvier 2024, Sainte-Hélène est catégorisée bourg rural, selon la nouvelle grille communale de densité à sept niveaux définie par l'Insee en 2022.
Elle est située hors unité urbaine. Par ailleurs la commune fait partie de l'aire d'attraction de Lorient, dont elle est une commune de la couronne,. Cette aire, qui regroupe 31 communes, est catégorisée dans les aires de 200 000 à moins de 700 000 habitants,.
La commune, bordée par l'océan Atlantique, est également une commune littorale au sens de la loi du 3 janvier 1986, dite loi littoral. Des dispositions spécifiques d’urbanisme s’y appliquent dès lors afin de préserver les espaces naturels, les sites, les paysages et l’équilibre écologique du littoral, tel le principe d'inconstructibilité, en dehors des espaces urbanisés, sur la bande littorale des 100 mètres, ou plus si le plan local d’urbanisme le prévoit.

### Occupation des sols
L'occupation des sols de la commune, telle qu'elle ressort de la base de données européenne d’occupation biophysique des sols Corine Land Cover (CLC), est marquée par l'importance des territoires agricoles (60,6 % en 2018), en diminution par rapport à 1990 (62,6 %). La répartition détaillée en 2018 est la suivante : 
zones agricoles hétérogènes (57,1 %), forêts (31,2 %), zones urbanisées (5,5 %), terres arables (3,5 %), zones humides côtières (2,7 %). L'évolution de l’occupation des sols de la commune et de ses infrastructures peut être observée sur les différentes représentations cartographiques du territoire : la carte de Cassini (XVIIIe siècle), la carte d'état-major (1820-1866) et les cartes ou photos aériennes de l'IGN pour la période actuelle (1950 à aujourd'hui).

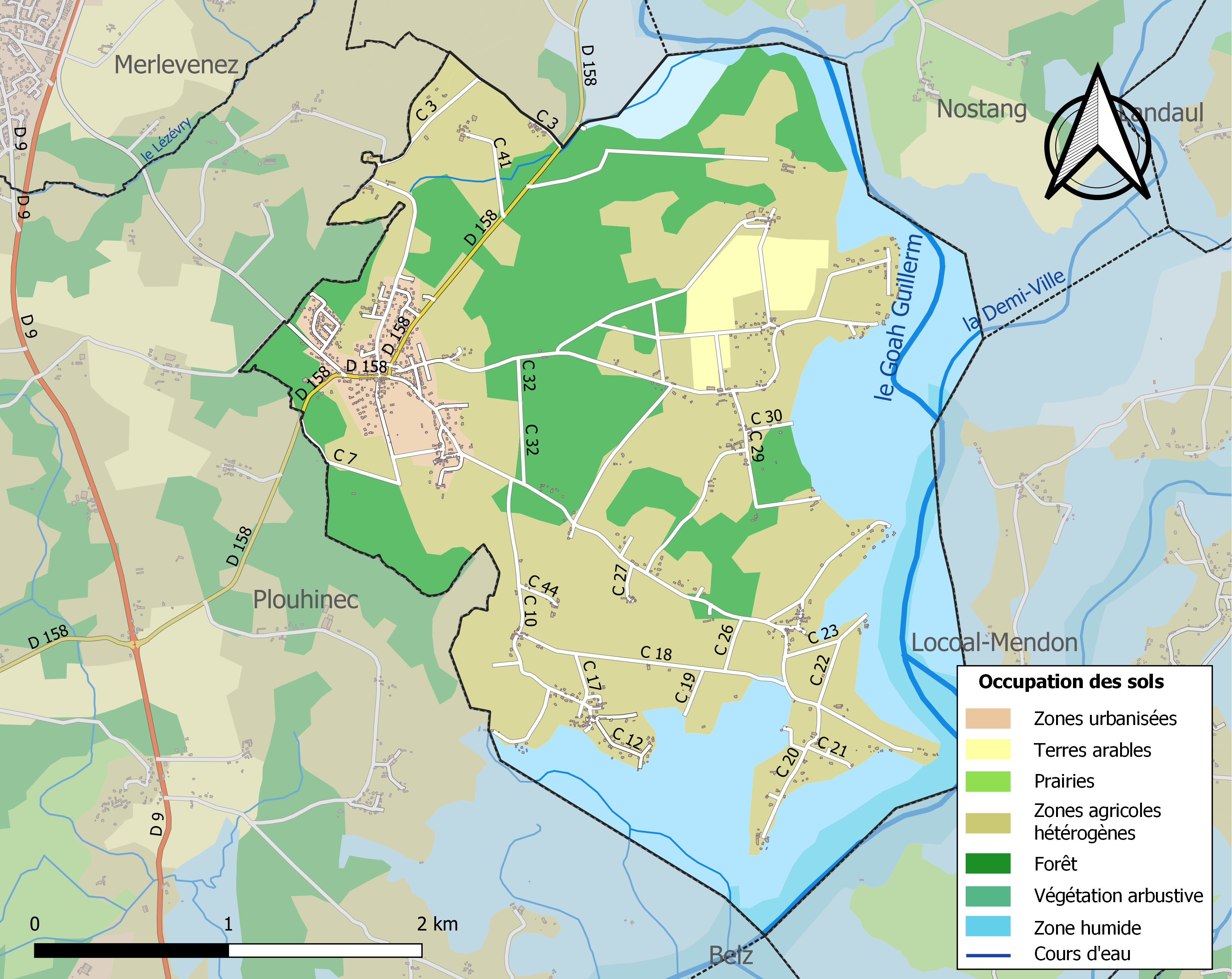
Carte des infrastructures et de l'occupation des sols de la commune en 2018 (CLC).

### Logement
En 2009, on dénombrait un total de 614 maisons réparties en 472 résidences principales, 115 résidences secondaires et 27 logements vacants, le tout regroupé en 569 maisons et 27 appartements. Parmi les 472 résidences principales, 388 étaient occupées par leurs propriétaires, 75 par des locataires et 9 par des occupants logés gratuitement.
|                        | 1968 | 1975 | 1982 | 1990 | 1999 | 2009 |
| ---------------------- | ---- | ---- | ---- | ---- | ---- | ---- |
| Résidences principales | 205  | 203  | 298  | 321  | 349  | 472  |
| Résidences secondaires | 17   | 31   | 75   | 92   | 106  | 115  |
| Logements vacants      | 16   | 33   | 14   | 17   | 9    | 27   |

## Toponymie
Ce lieu était dénommé Locoal-Hennebont avant qu'il ne prenne le nom de l'église paroissiale, dédiée à sainte Hélène, sainte patronne des teinturiers, des marchands de clous et d'aiguilles.
Le nom en breton de la commune est Santez-Elen.
En 1992 le Conseil d'État a refusé que le suffixe "-sur-Mer" soit ajouté au nom de la commune, ce que la municipalité avait demandé en 1990. L'argument invoqué par le Conseil d'État est  «l'absence de littoral au sens propre du texte » alors que la commune est pourtant soumis à la "Loi littoral". Les habitants de la commune souhaitent toujours que la commune porte le nom de "Sainte-Hélène-sur-Mer" pour mieux la différencier des autres communes de France portant le même nom qu'elle. Le Conseil général du Morbihan a donné un avis favorable.

## Histoire
Le territoire de la future commune de Sainte-Hélène est encerclé aux trois-quarts par la rivière d'Étel située sur la rive occidentale.

### Antiquité
Des ruines d'un fortin d'époque romaine et d'une villa gallo-romaine ont été identifies à Mané-er-Hastel près du château de Kerfrezec et des briques romaines dans les environs.

### Moyen-Âge
En 1037, le normand converti Gurki fait don à l'abbaye Saint-Sauveur de Redon, monastère bénédictin, d'un ensemble de sept villages (Kerentreh, Kerguiscoiarn, Kerguellan, Kervigné, Le Moustoir, Kerven et Kercadec), pour former le territoire de Locoal-Hennebont, rattaché à la paroisse de Locoal-Auray. Le village s'appelait alors "Kaer-en-Moustoir" (le "Village du monastère").

### Temps modernes
Sous le nom de frairie d'Hennebont (ou de Sainte-Hélène), la future paroisse de Sainte-Hélène était l'une des 4 frairies de la paroisse de Locoal, mais elle dépendait de la sénéchaussée d'Hennebont alors que le reste de la paroisse de Locoal dépendait de la sénéchaussée d'Auray.
La première mention évoquant la présence d'une chapelle Sainte-Hélène remonte seulement à 1588. Une tour-porche lui est ajoutée en 1738.
Le 27 septembre 1728, le pape Benoît XIII accorda, à perpétuité, à la confrérie de Sainte-Hélène des indulgences aux visiteurs de l'église, les trois premiers samedis de janvier, le 21 mai et le dimanche le plus près du 18 août ; ces jours-là les pèlerins affluent et font de nombreuses offrandes.
Une ordonnance épiscopale en date du 6 novembre 1786 érige en trève la frairie de Sainte-Hélène.

### Révolution française
En 1790, la commune est créée en prélevant du territoire à la paroisse de Locoal et en le regroupant avec la paroisse de Sainte-Hélène (dénommée en breton Santez Helen Er Mor) rattachée au doyenné de Port-Louis et prélevée au territoire de Plouhinec.
La commune de Sainte-Hélène fait alors partie du canton de Kervignac et du district d'Hennebont. Supprimée temporairement en 1795 (Sainte-Hélène dépend alors de la commune de Kervignac), la commune est rétablie en 1800, placée dans l'arrondissement de Lorient et, en 1801, rattachée au canton de Port-Louis.
Pierre Brevelley, un chef de chouans originaire de Sainte-Hélène, alors âgé de 24 ans, participa à l'expédition de Quiberon et y fut fait prisonnier.
Des concentrations de chouans eurent lieu en 1799 dans toute la région :  à Languidic dans le village de Kergohan ; une grande cache souterraine fut pratiquée au milieu du bois taillis de Kerallan, près du hameau du même nom ; un autre repaire des chouans se trouvait à 250 mètres à l'ouest du bourg de Sainte-Hélène, dans le hameau de Pen-er-Lan : là aussi il y aurait eu dépôt d'armes et d'habillements ; des chouans se cachaient aussi dans le hameau de Kerroué, à 400 mètres à l'est du bourg de Sainte-Hélène. Les jeunes gens enrôlés par les Chouans, notamment par Le Lan de Kervignac « qui a égorgé les patriotes de Nostang, grand égorgeur et embaucheur depuis longtemps et d'autres sclérérats de sa trempe » affluaient dans l'un ou l'autre de ces trois villages. Une fois équipés et armés, on les conduisait dans une grande lande entre Pluvigner et Grandchamp, près du hameau de Kerhuitton [probablement Kervranton].
Émile Sageret cite, parmi les Chouans « ne reculant devant aucune violence », Jean Le Lan (de Kervignac), Le Crom (de Landaul) et François Le Gouriff, dit Ulysse, de Sainte-Hélène.

### LeXIXesiècle
La paroisse succursale de Sainte-Hélène est créée en 1802, puis supprimée temporairement en 1808. M. Peissel fut le premier recteur de Sainte-Hélène.
L'église reçoit du pape Clément XI en 1817 des reliques de sainte Hélène et de saint Étienne ; elle devint dès lors un lieu de pèlerinage encore plus fréquenté.
Sainte-Hélène redevient une paroisse succursale le 26 janvier 1833. La chapelle, redevenue église paroissiale, est reconstruite entre 1840 et 1842.
Le 30 décembre 1840, un rapport à la chambre des Députés est rendu par M. Roul, député de Gironde, au nom de la "Commission chargée de l'examen des projets de loi d'intérêt local", tendant à distraire 6 villages de la commune de Plouhinec, canton de Port-Louis, arrondissement de Lorient, pour les réunir à la commune de Sainte-Hélène, même canton.
Par ordonnance du Roi de 1841, les villages de Kerfresec, Magouerec, Kergourio, Lizardenne, Kerandrun, et Kergoff et leurs territoires, sont distraits de la commune de Plouhinec et réunis à la commune de Sainte-Hélène.
A. Marteville et P. Varin, continuateurs d'Ogée, décrivent ainsi Sainte-Hélène en 1845 :

« Sainte-Hélène : commune formée par l'ancienne paroisse de ce nom, qui nous semble omise par Ogée (...). Moulins à eau de Kercadic, de Berringue. L'église de Sainte-Hélène est récente. Jadis ce n'était guère qu'une chapelle dont on a conservé la flèche élancée et la façade. Un réfugié de Modène a refait l'intérieur selon un plan italien. Secondé par M. Carado, qui l'a orné de statues dont on dit qu'elles ont une certaine valeur ; par M. l'abbé Maury, curé ; par la famille Keridec. M. La Casa est venu à bout de faire de l'église de Sainte-Hélène un joli monument de l'art moderne. Il y a, en outre de cette église, la chapelle de Kerautre [Kerantreh], située à l'est de la commune. Il y a assemblée à Sainte-Hélène les trois premiers samedis de janvier et le dimanche avant l'Ascension, foire le 29 mai et le dimanche le plus près du 16 août. Géologie : granite. On parle le breton. »

En 1874 une pétition signée par des habitants de Nostang et de Sainte-Hélène demande « le rétablissement, dans le plus bref délai, de la royauté en la personne d'Henri V, héritier légitime de la couronne de France ».
La fête de sainte Hélène, « protectrice des laboureurs de la terre et de la mer », le 18 août, rassemblait alors des foules considérables ; on y accourait de toute la région pour honorer la Sainte, mais aussi Intron Varia Druhé ("Notre-Dame de Pitié"). En 1898 Amédée Guillotin de Corson écrit que  « les pèlerins se rendent à Sainte-Hélène pour obtenir de Dieu ce qu'ils désirent (...) ; nos bons marins demandent tout simplement à Dieu, par l'entremise de sainte Hélène, la découverte de choses utiles à la vie : un banc de sardines, s'ils sont pêcheurs. On dit même que nombre de jeunes filles viennent au pardon pour trouver de bons maris. C'est aussi l'usage de porter à la fontaine de Sainte-Hélène un morceau de pain pour connaître le sort des absents : on le jette à l'eau et s'il surnage, c'est la preuve que l'absent vit encore ; au contraire, s'il tombe au fond, c'est hélas qu'il est défunt ».
Lors des élections législatives du 4 octobre 1885, le curé de Sainte-Hélène aurait dit en chaire : « Tachez de coter chrétiennement pour la bonne liste. D'ailleurs je saurai quels sont ceux qui voteront pour les candidats du diable, car, le 4 octobre, je serai toute la journée dans la salle du scrutin »

### LeXXesiècle

#### La Belle Époque
Une maison d'école de garçons, financée par un impôt exceptionnel d'une durée de 30 ans pour financer l'emprunt nécessaire, est construite en 1900.
L'inventaire des biens d'église qui devait avoir lieu le 14 mars 1906 à Sainte-Hélène ne put avoir lieu en raison de l'opposition de la population.
Les religieuses de la congrégation des Filles du Saint-Esprit qui tenaient depuis 63 ans une école à Sainte-Hélène en furent chassées en 1903 en vertu de la loi sur les congrégations.
Un décret en date du 4 décembre 1914 autorise la création dans la commune de Sainte-Hélène d'un bureau de bienfaisance dont la dotation est constituée par les biens ayant appartenu à la fabrique de l'église, lesquels avaient été mis sous séquestre à la suite de la querelle des inventaires.

#### La Première Guerre mondiale

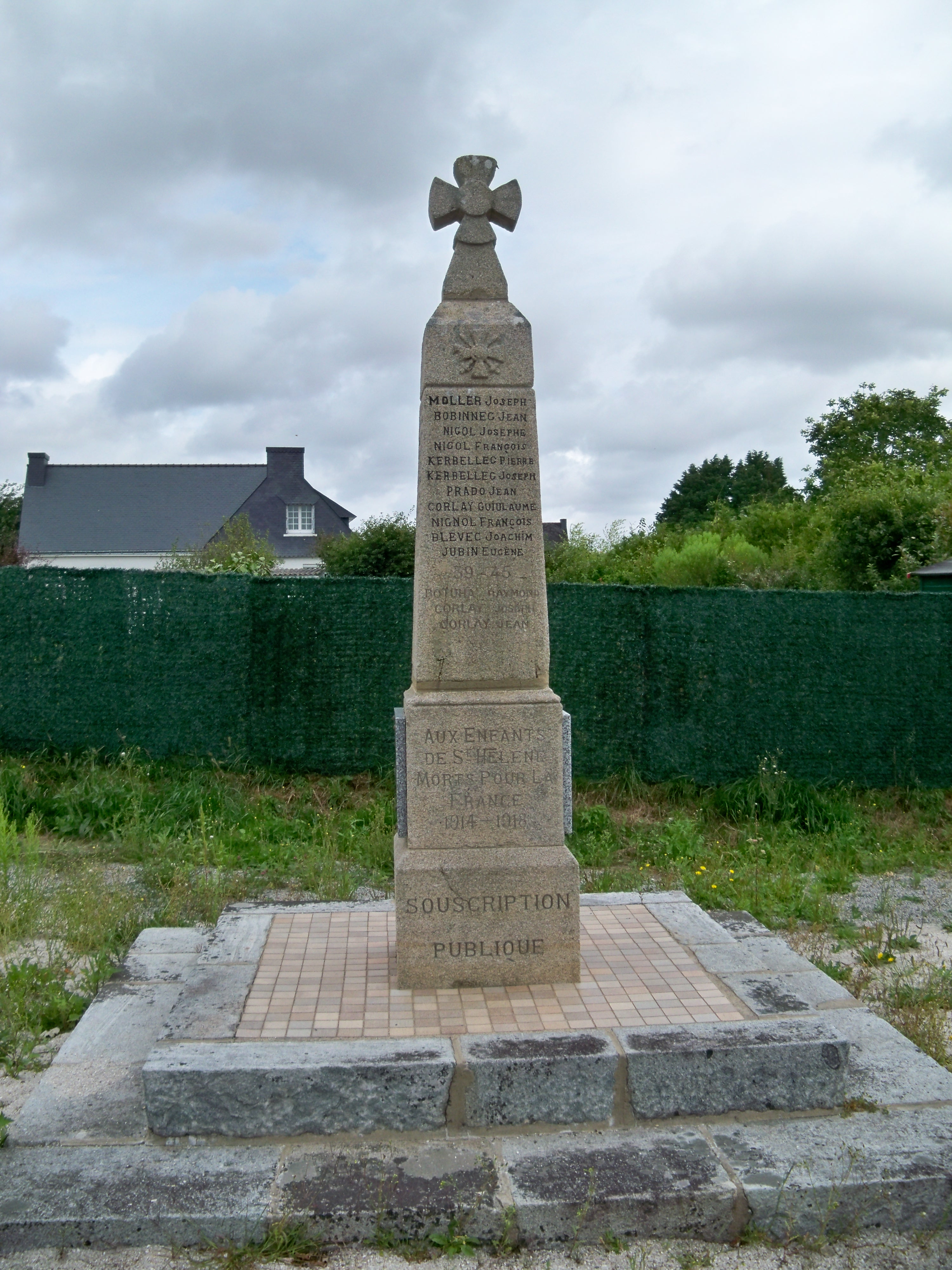
Le monument aux morts de Sainte-Hélène.

Le monument aux morts de Sainte-Hélène porte les noms de 35 soldats et marins morts pour la France pendant la Première Guerre mondiale ; parmi eux deux sont morts en Belgique, l'un à Dixmude (Belgique) dès novembre 1914 et l'autre en 1915 à Nieuport ; un est mort à Salonique (Grèce) en 1915 dans le cadre de l'expédition de Salonique ; un en Turquie, aussi en 1915, lors de la Bataille de Sedd-Ul-Bahr ; un marin est disparu en mer lors du naufrage du croiseur cuirassé Amiral Charner le 8 février 1916 et un soldat alors qu'il était prisonnier en Allemagne ; la plupart des autres sont morts sur le sol français.

#### L'Entre-deux-guerres
Sainte-Hélène est ainsi décrit en 1938 : 

« Le haleau de Sainte-Hélène s'étend au bord de cette mer intérieure [la ria d'Étel]. Il domine faiblement d'immenses étendues grises et vertesqui ortent le nom de « paluds », sorte de prés salés, et que recouvrent seulement les marées de pleine lune. C'est ici une Bretagne particulière, qui tient du marécage solognot ou briéron et du polder des Flandres. C'est un âpre et vieux pays (...). Depuis les millénaires de la Préhistoire, il est resté tel, lacustre, avec ses huttes sur pilotis et ses carcasses de barques, sa faune, sa flore, son humanité toujours pareilles. En dépit du progrès (...) il a conservé ses antiques retraites, une sauvagerie sympathique, un pittoresque bien à lui. On y rencontre furtivement de vieilles faces boucanées de rôdeurs d'étang, de braconniers d'eau, de chasseurs de marais. (...). Le temps semble s'y être arrêté. Le temps s'est trouvé si bien là qu'il s'y oublie, come la sauvagine de toute sorte : hérons, bécasseaux, pies de mer, courlis, parfois des couples de cormorans qui ressemblent à des oiseaux héraldiques. Et toute cette vie incivilisée, mais simple, qui s'agite sur un fond de scène qui n'a pas varié depuis la Genèse, est singulirement attachante. »

#### La Seconde Guerre mondiale
Lors des combats de la Poche de Lorient, le front allait approximativement d'Auray au Pouldu, suivant appoximativement, à une distance variant de quelques centaines de mètres à quelques kilomètres le tracé de la Route nationale 165 (ancien tracé), passant au sud de Landévant, de Brandérion, d'Hennebont et de Pont-Scorff, longeant la Laïta au sud de Quimperlé jusqu'à la mer. « Il n'y a pas de durs combats, mais des duels d'artillerie et des escarmouches. Ce sont les villages de Nostang, Kervignac, Merlevenez et Sainte-Hélène qui sont l'enjeu des plus violentes attaques. Chaque jour des hommes tombent.. (...) ».
Pendant la Seconde Guerre mondiale, la commune, et notamment l'église, ont été ravagées lors des combats (l'église, transformée en poste de guet par les résistants, est abattue par les canons allemands et plusieurs habitations du bourg sont détruites par ces tirs ; par la suite l'église paroissiale est incendiée le 11 septembre 1944, pillée, et le clocher détruit le 16 octobre 1944), lors de la Libération.
Le monument aux morts de Sainte-Hélène porte les noms de 8 personnes mortes pour la France pendant la Seconde Guerre mondiale ; Jean Corlay, quartier-maître à bord du contre-torpilleur Mogador, a été victime de l'attaque anglaise de Mers el-Kébir le 3 juillet 1940 ;  cinq sont des victimes civiles tuées lors de la guerre ; Marie Louise Pélissier, tuée par un tir d'obus allemand le 28 octobre 1944 lors des combats de la poche de Lorient, était infirmière dans la Résistance. Le monument commémoratif de Mané-er-Houet (en Merlevenez) porte les noms de 5 résistants FFI tués à Sainte-Hélène : Yves Le Chapelain le 20 octobre 1944, Yves Brugière le 25 octobre 1944, Joseph Cojean, Pierre Fournis et Marie Pélissier (cette dernière était infirmière) le 28 octobre 1944.
Marcel Collobert, alias René Picard, fut un résistant actif, qui participa notamment à des combats dans le bourg de Sainte-Hélène en 1944, notamment en creusant des trous pour empêcher l'avance allemande.

#### L'après Seconde Guerre mondiale
Le journal L'Espoir du Morbihan écrit le 24 mars 1946 qu'à Sainte-Hélène « 600 habitants, sur 750 avant-guerre, sont actuellement rentrés, mais, pour la plupart, très mal logés ».
Les travaux de restauration de l'église Sainte-Hélène furent entrepris en 1950 et 1951 ; l'ancienne charpente en bois largement détruite fut remplacée par une charpente en béton.
La commune fait partie de la communauté de communes de Bellevue en 1993.

### LeXXIesiècle
Actuellement, Sainte-Hélène fait partie de Blavet Bellevue Océan Communauté, avec Kervignac, Merlevenez, Nostang et Plouhinec.

## Politique et administration

### Administration municipale

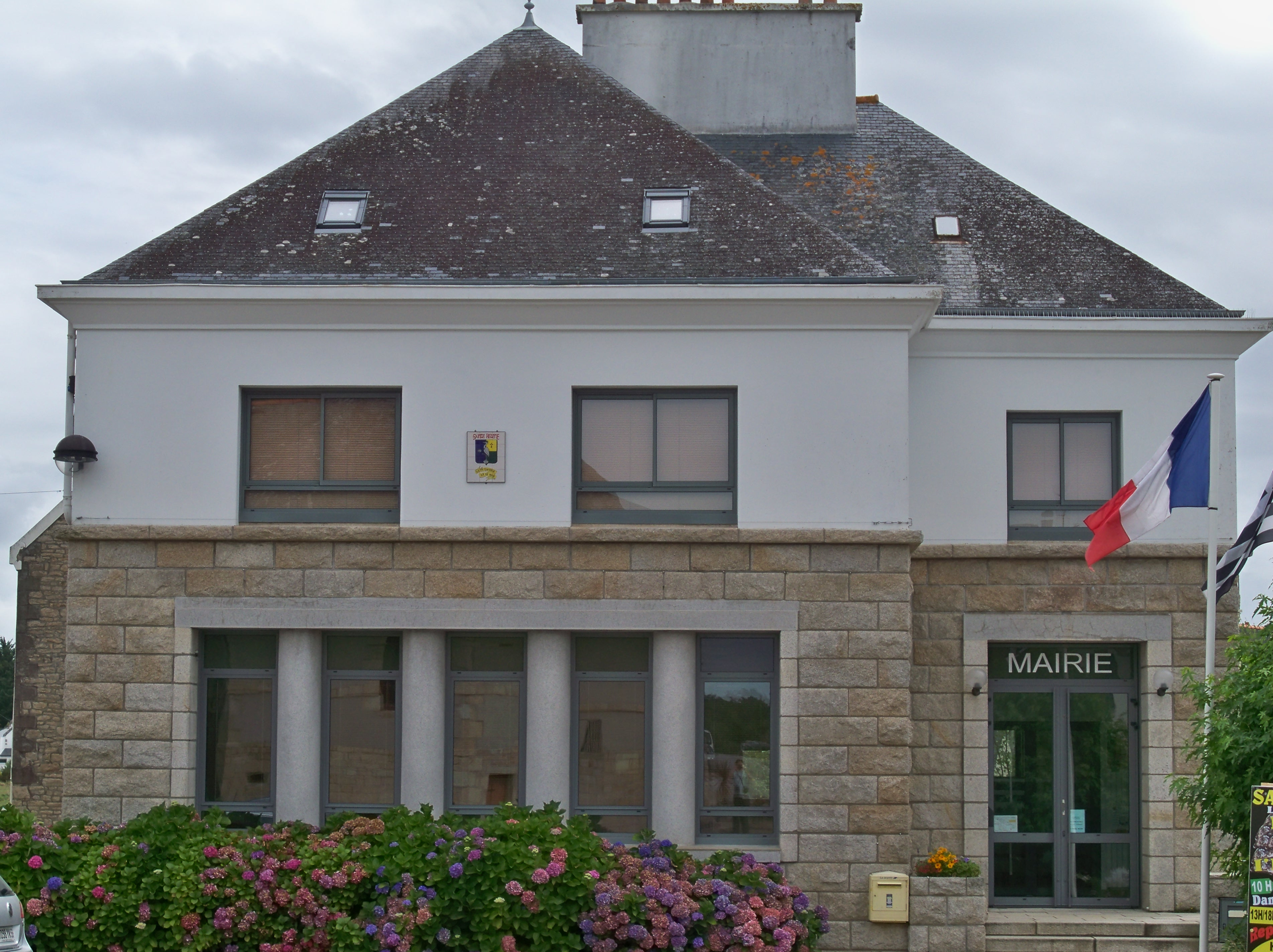
La mairie de Sainte-Hélène.

Le conseil municipal est composé de 15 membres conformément à l’article L2121-2 du Code général des collectivités territoriales. À l'issue des élections municipales de 2008, Emmanuel GICQUEL a été réélu pour son 6e mandat. Il cède sa place à Pierric Le Fur après les élections municipales de 2014

### Intercommunalité
Sainte-Hélène fait partie de Blavet Bellevue Océan Communauté, qui est née de la fusion de la communauté de communes de Bellevue créée en 1993 et composée de trois communes dont Sainte-Hélène avec les communes de Kervignac et de Plouhinec pour former une communauté composée de 14 800 habitants en 2006.

### Liste des maires
| Période                                  | Période     | Identité                   | Étiquette | Qualité                                                                       |
| ---------------------------------------- | ----------- | -------------------------- | --------- | ----------------------------------------------------------------------------- |
| 1800                                     | 1809        | Joseph Jaffré              |           |                                                                               |
| 1809                                     | 1848        | Pierre Le Livec.           |           |                                                                               |
| 1848                                     | 1849        | Jean-Marie Le Gouriff      |           | Cultivateur                                                                   |
| 1849                                     | 1862        | Joseph Nicol               |           | Cultivateur                                                                   |
| 1862                                     | 1869        | Joachim Prado              |           | Préposé aux douanes                                                           |
| 1869                                     | 1874        | Pierre Le Baron            |           | Cultivateur                                                                   |
| 1874                                     | 1893        | Christian Thomé de Kéridec |           | Comte. Propriétaire terrien. Volontaire de l'Ouest pendant la Guerre de 1870. |
| 1893                                     | 1899        | Jean-Louis Jehanno         |           |                                                                               |
| 1899                                     | 1904        | Pierre-Marie Caboureau     |           | Cultivateur à Kerguéro.                                                       |
| 1904                                     | 1942        | Alain Thomé de Kéridec     |           | Comte. Propriétaire terrien. Armateur.                                        |
| 1942                                     | 1945        | Vincent Pierre             |           | Maréchal-ferrant                                                              |
| 1945                                     | 1953        | Joseph Gicquel             |           | Cultivateur                                                                   |
| 1953                                     | 1965        | Julien Moller              |           |                                                                               |
| 1965                                     | 1978        | Jean Davigo                |           | Ostréiculteur                                                                 |
| septembre 1978                           | mars 2014   | Emmanuel Giquel            | DVD       | Agent marketing (e.r.)                                                        |
| mars 2014                                | 23 mai 2020 | Pierric Le Fur             | SE        | Sous-officier supérieur sapeur-pompier (e.r.)                                 |
| 23 mai 2020                              | En cours    | Jean-Yves Croguennec       | SE        | Attaché principal territorial (e.r.)                                          |
| Les données manquantes sont à compléter. |             |                            |           |                                                                               |

### Instances judiciaires et administratives
Dans le domaine judiciaire, Sainte-Hélène dépend de la commune de Lorient qui possède un tribunal d'instance et de grande instance, un tribunal de commerce, un conseil des prud'hommes et un tribunal pour enfants. Pour le 2e degré de juridiction, elle dépend de la cour d'appel de Rennes et de la Cour administrative d'appel de Nantes.

### Politique environnementale
Les îlots Logoden et Iniz-Er-Mour bénéficient d'une protection, un arrêté préfectoral de protection de biotope (APPB) visant à protéger les populations de sternes,.

### Jumelages
Au 30 juillet 2012, Sainte-Hélène n'est jumelée avec aucune commune.

## Population et société

### Démographie

#### Évolution démographique
L'évolution du nombre d'habitants est connue à travers les recensements de la population effectués dans la commune depuis 1793. Pour les communes de moins de 10 000 habitants, une enquête de recensement portant sur toute la population est réalisée tous les cinq ans, les populations de référence des années intermédiaires étant quant à elles estimées par interpolation ou extrapolation. Pour la commune, le premier recensement exhaustif entrant dans le cadre du nouveau dispositif a été réalisé en 2004.

En 2022, la commune comptait 1 298 habitants, en évolution de +4,68 % par rapport à 2016 (Morbihan : +3,82 %, France hors Mayotte : +2,11 %).
| 1793 | 1800 | 1806 | 1821 | 1831 | 1836 | 1841 | 1846 | 1851 |
| ---- | ---- | ---- | ---- | ---- | ---- | ---- | ---- | ---- |
| 387  | 360  | 414  | 415  | 419  | 415  | 565  | 622  | 648  |

| 1856 | 1861 | 1866 | 1872 | 1876 | 1881 | 1886 | 1891 | 1896 |
| ---- | ---- | ---- | ---- | ---- | ---- | ---- | ---- | ---- |
| 672  | 646  | 661  | 608  | 661  | 695  | 724  | 743  | 725  |

| 1901 | 1906 | 1911 | 1921 | 1926 | 1931 | 1936 | 1946 | 1954 |
| ---- | ---- | ---- | ---- | ---- | ---- | ---- | ---- | ---- |
| 735  | 713  | 711  | 723  | 745  | 743  | 752  | 701  | 693  |

| 1962 | 1968 | 1975 | 1982 | 1990  | 1999 | 2004  | 2006  | 2009  |
| ---- | ---- | ---- | ---- | ----- | ---- | ----- | ----- | ----- |
| 696  | 662  | 661  | 957  | 1 007 | 906  | 1 024 | 1 112 | 1 091 |

| 2014  | 2019  | 2022  | - | - | - | - | - | - |
| ----- | ----- | ----- | - | - | - | - | - | - |
| 1 187 | 1 262 | 1 298 | - | - | - | - | - | - |

#### Pyramide des âges
La population de la commune est relativement âgée.
En 2018, le taux de personnes d'un âge inférieur à 30 ans s'élève à 27,2 %, soit en dessous de la moyenne départementale (31,2 %). À l'inverse, le taux de personnes d'âge supérieur à 60 ans est de 32,1 % la même année, alors qu'il est de 31,3 % au niveau départemental.
En 2018, la commune comptait 626 hommes pour 629 femmes, soit un taux de 50,12 % de femmes, légèrement inférieur au taux départemental (51,51 %).
Les pyramides des âges de la commune et du département s'établissent comme suit.
| Hommes | Classe d’âge | Femmes |
| ------ | ------------ | ------ |
| 1,4    | 90 ou +      | 0,8    |
| 6,7    | 75-89 ans    | 8,4    |
| 23,1   | 60-74 ans    | 23,9   |
| 22,9   | 45-59 ans    | 22,4   |
| 18,4   | 30-44 ans    | 17,7   |
| 11,8   | 15-29 ans    | 10,4   |
| 15,7   | 0-14 ans     | 16,4   |

| Hommes | Classe d’âge | Femmes |
| ------ | ------------ | ------ |
| 0,8    | 90 ou +      | 2,2    |
| 8,5    | 75-89 ans    | 11,6   |
| 20,5   | 60-74 ans    | 21,6   |
| 20,6   | 45-59 ans    | 20     |
| 17     | 30-44 ans    | 16,3   |
| 15,5   | 15-29 ans    | 13     |
| 17,1   | 0-14 ans     | 15,2   |

### Enseignement

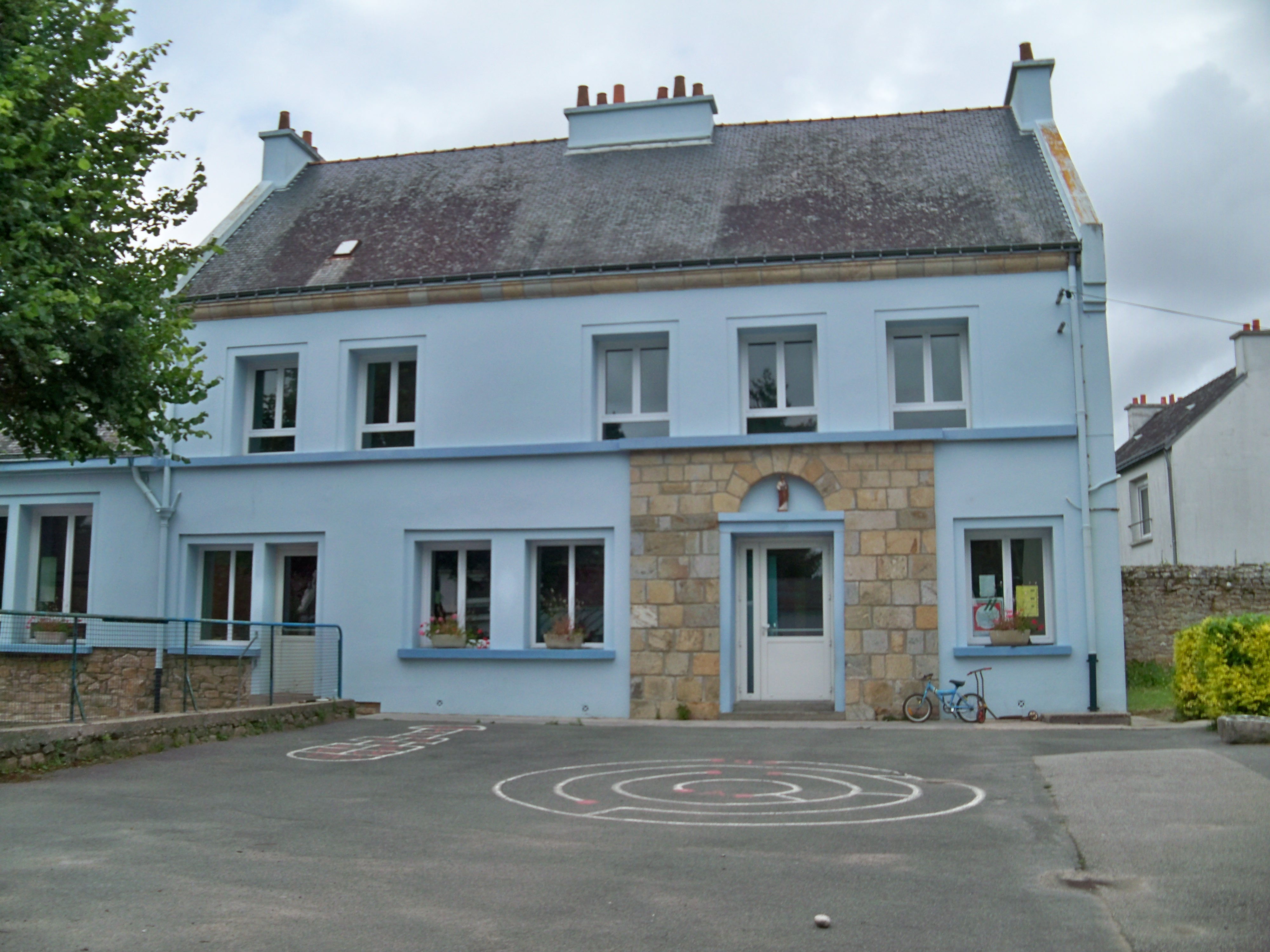
Sainte-Hélène : l'école privée Saint-Joseph.

Sainte-Hélène est située dans l'académie de Rennes.
La ville administre l'école primaire publique Georges-Morin (école maternelle et élémentaire). Les Hélénois disposent également d'une école primaire d'enseignement privé : l'école Saint-Joseph.
Le collège le plus proche est situé à Étel, commune qui dispose également d'un lycée professionnel maritime. Les lycées d'enseignement généraux sont situés à Hennebont ou Lorient.

### Santé
Un infirmier exercice son activité à Sainte-Hélène. Le centre hospitalier le plus rapproché est localisé à Lorient.

### Sports
Il existe une association à but non lucratif sur la pratique de sports nautiques.

### Lieux de culte
Le culte catholique est célébré en l'église Sainte-Hélène qui dépend du doyenné de Port-Louis au sein du diocèse de Vannes.

## Économie

### Revenus de la population et fiscalité
En 2010, le revenu fiscal médian par ménage était de 29 877 €, ce qui plaçait Sainte-Hélène au 14 249e rang parmi les 31 347 communes de plus de 50 ménages en métropole.

### Emploi
Selon les résultats du recensement de 2009, la population active (15-64 ans) de la commune compte 707 personnes, soit 68,2 %, ce taux est de 70,6 % au niveau départemental. Les 15-64 ans représentent 7,1 % de chômeurs, 61,1 % de personnes ayant un emploi et 31,8 % d'inactifs. Les inactifs se répartissent de la façon suivante : les retraités ou préretraités représentent 15,3 % de la population active, les scolarisés 6,8 %, les autres inactifs 9,8 %.
En 2009, le taux de chômage (au sens du recensement) parmi les actifs de la commune est de 10,4 %, en diminution par rapport à 1999 (10,9 %). Au 31 décembre 2011, on compte 49 personnes à la recherche d'un emploi dont 16 chômeurs de longue durée.
Sur les 432 personnes actives de plus de 15 ans ayant un emploi, 80 travaillent dans cette commune.

### Entreprises et commerces
Au 1er janvier 2011, le village de Sainte-Hélène compte 31 entreprises hors agriculture et quatre ont été créées sur le territoire (trois dans le secteur tertiaire et une administration)
Répartition des entreprises par domaines d'activité
|                             | Ensemble | Industrie | Construction | Commerce et services divers | Secteur public |
| --------------------------- | -------- | --------- | ------------ | --------------------------- | -------------- |
| Nombre d'établissements     | 31       | 1         | 7            | 18                          | 5              |
| %                           | 100 %    | 3,2 %     | 22,6 %       | 58,1 %                      | 16,1 %         |
| Sources des données : Insee |          |           |              |                             |                |

D'après les statistiques des équipements et services en 2011, le nombre d'établissements commerciaux est de trois et sont réparties comme suit : une épicerie, une poissonnerie et un magasin d'articles de sports et de loisirs.

### Agriculture
Au niveau agriculture, la commune compte 12 exploitants actifs et 263 ha de superficies agricoles, généralement utilisés pour l'exploitation des bovins et volailles.

## Culture locale et patrimoine

### Langue bretonne
En breton, la commune se nomme Santez-Elen.
La commune a signé la charte Ya d'ar brezhoneg le 3 mars 2022 avec une certification de niveau 2.

### Lieux et monuments

#### Église paroissiale Sainte-Hélène
Datant du XVIIIe siècle, elle est dotée en 1817 par le pape des reliques de sainte Hélène et de saint Étienne et devient un lieu de pèlerinage. Elle est reconstruite en 1840 par un entrepreneur italien, La Casa, à la suite de l'ancienne tour-porche. L'église de Sainte-Hélène, durement touchée lors de la dernière guerre, a dû être reconstruite. Elle a néanmoins conservé sa tour du XVIIIe siècle très proche de celui du clocher de Kervignac. Son placître, dans lequel se trouvait l'ancien cimetière, contient une stèle christianisée, une croix et le monument aux morts.

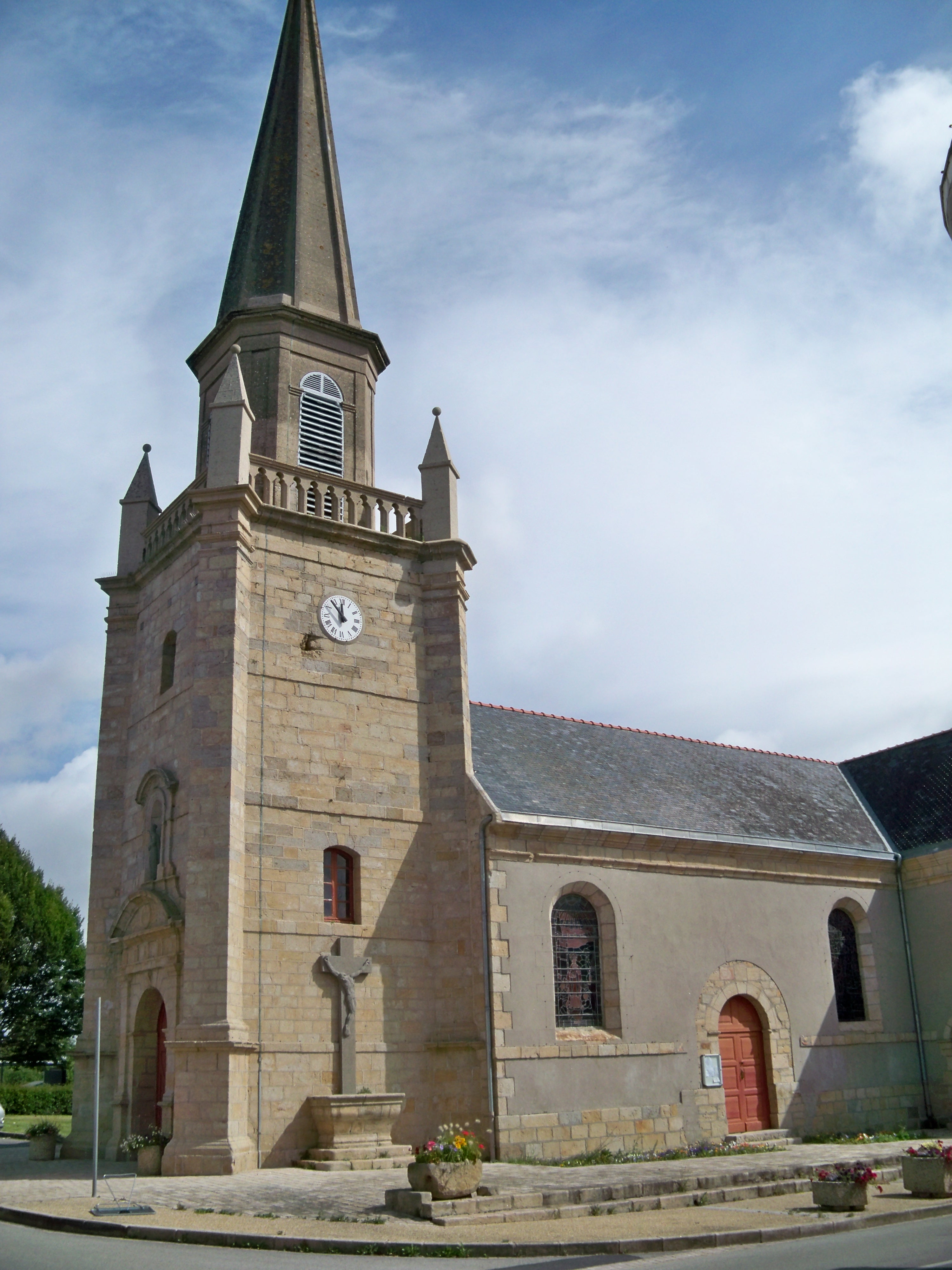
La façade extérieure de l'église paroissiale.
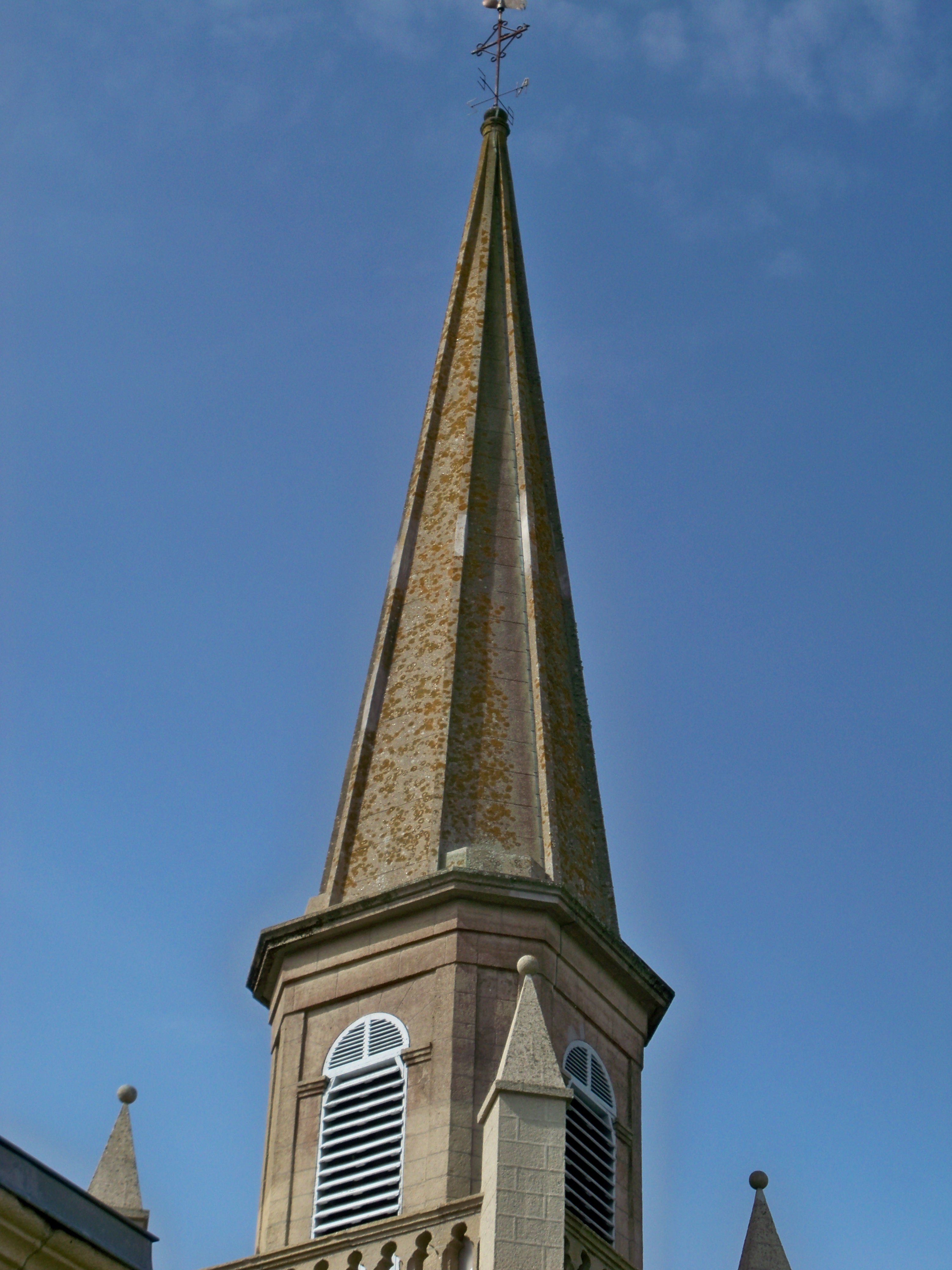
Le clocher de l'église paroissiale.
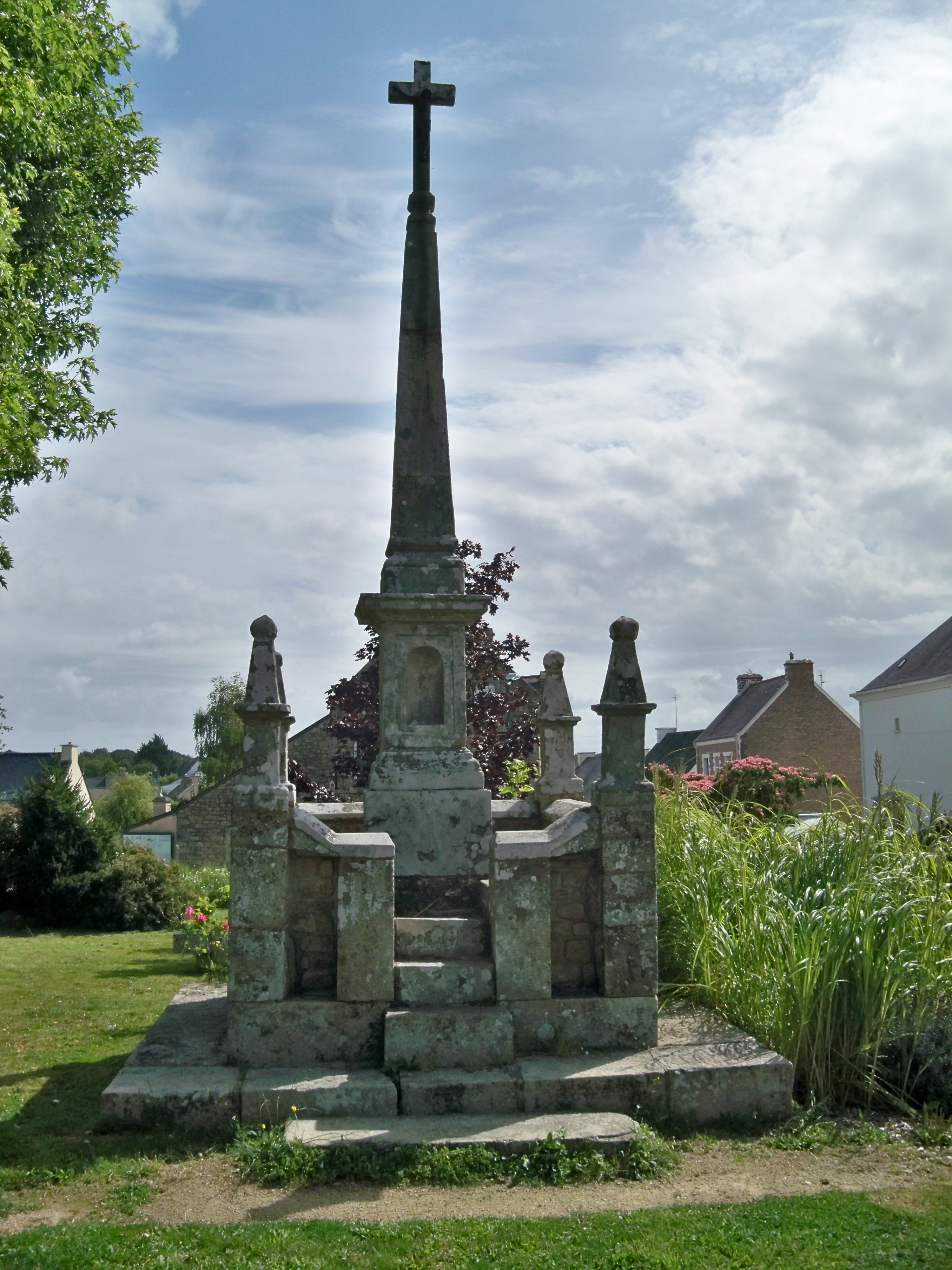
Calvaire proche de l'église paroissiale.

#### Fontaine du bourg
La Fontaine du bourg est construite au XVIIIe siècle. Au XIXe siècle, les pêcheurs viennent y prier pour trouver des sardines, et les jeunes filles des maris. Les femmes s'enquéraient du sort des disparus en déposant un morceau de pain sur l'eau de la fontaine : s'il flottait le disparu était en vie, s'il coulait il était mort. Cette fontaine est inscrite à l'inventaire des monuments historiques.

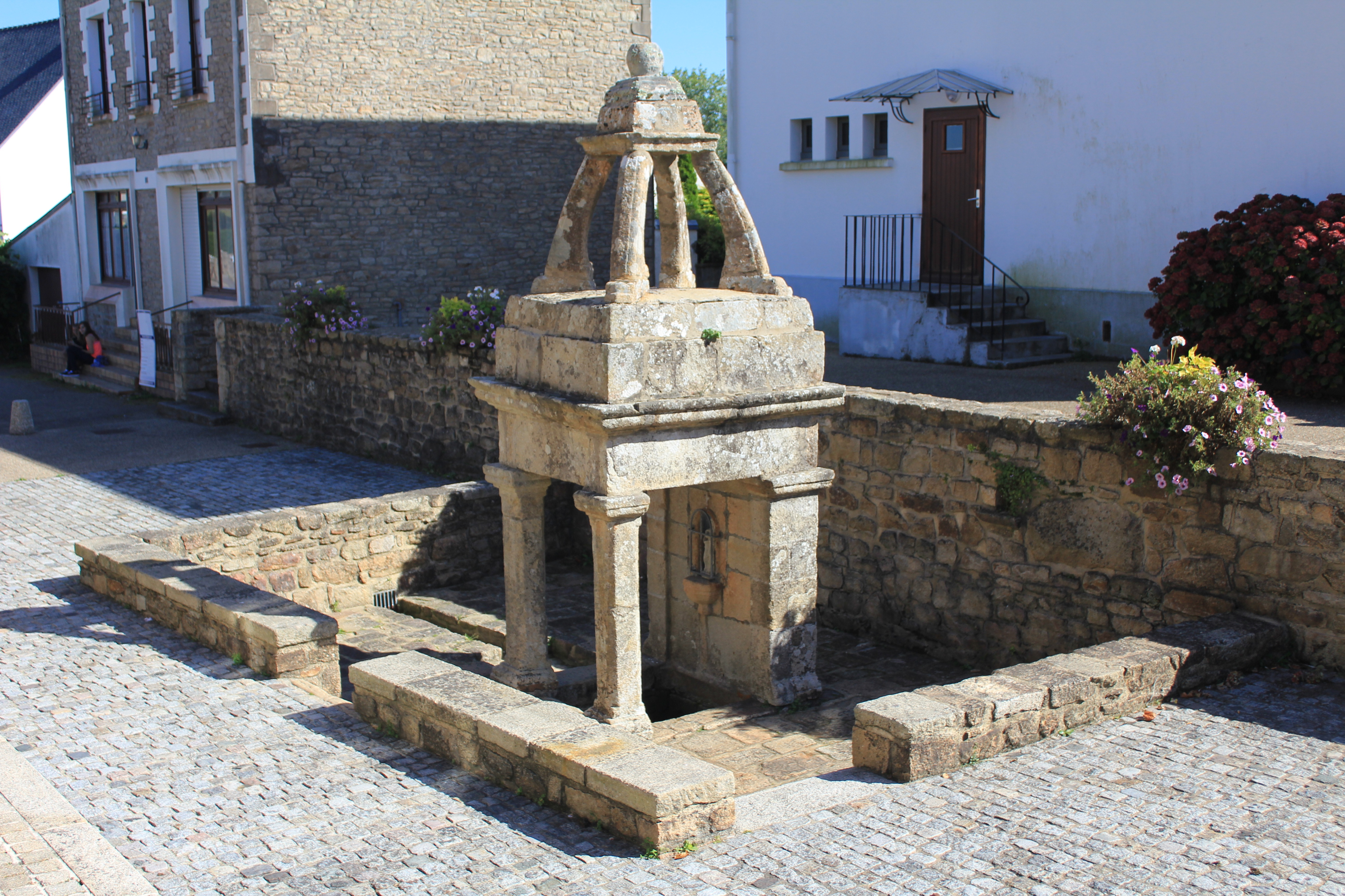
Sainte-Hélène : la fontaine du bourg : vue d'ensemble.
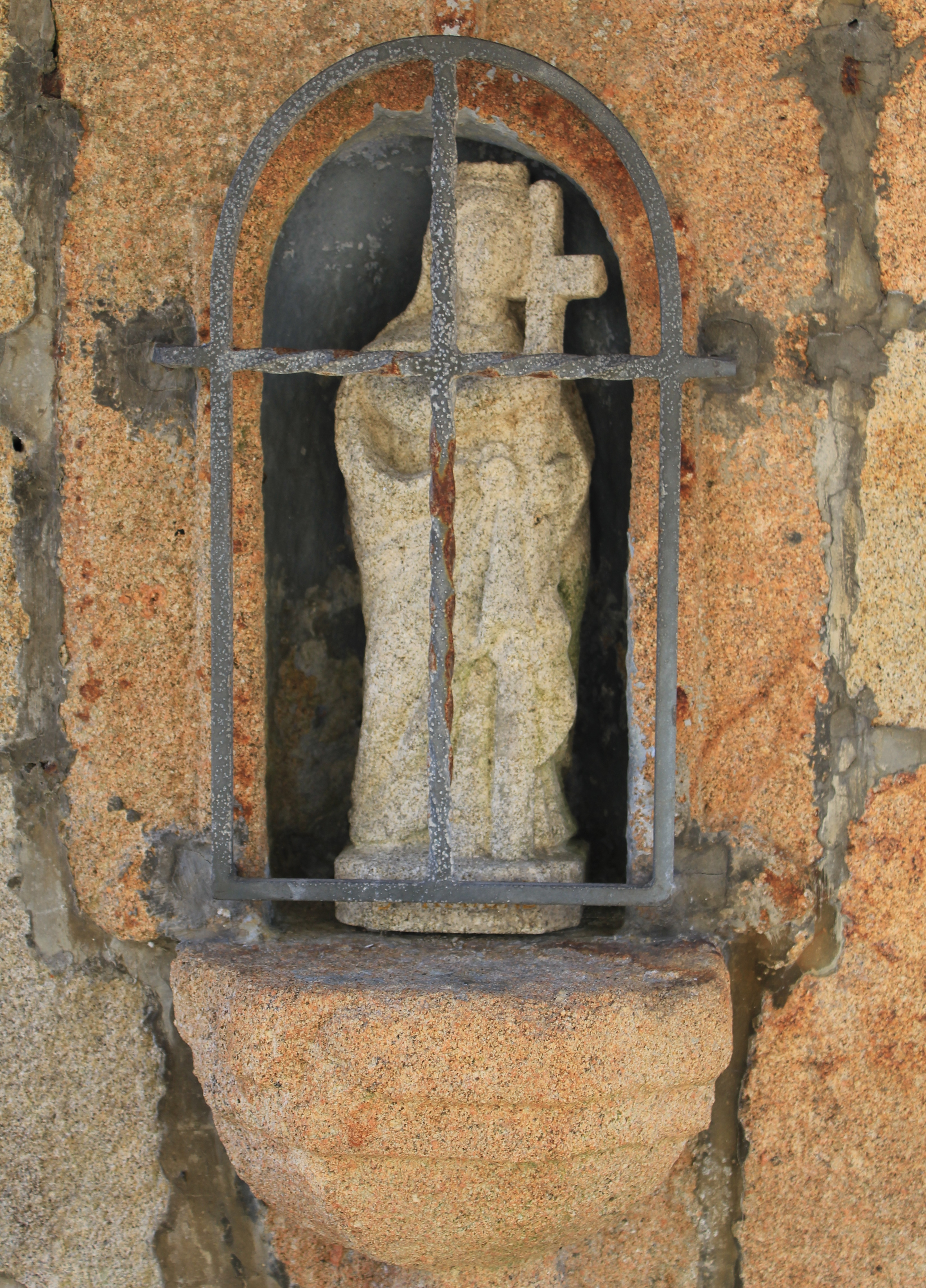
Sainte-Hélène : la fontaine du bourg : statue de sainte Hélène.

#### Croix et calvaires
La croix du cimetière a été édifiée en 1858 par le recteur Antoine Mary. Une autre croix, avec un Christ en fonte, fut édifiée lors de la mission de 1862 contre le mur sud du clocher-tour ; elle a été détruite en même temps qu'une partie de l'église en 1944 ; un Christ en kersanton a été sculpté à sa place en 1956 par René Letourneur, qui est aussi l'auteur de la fresque en ciment coloré située dans le chœur de l'église.

#### Chapelle Notre-Dame-de-Pitié à Kerdavid
Datant du XIXe siècle, cette chapelle est dédiée aux marins. L'autel est en marbre, le tabernacle et le retable en stuc. On y trouve un tableau central : la déploration du Christ. La bannière comportant également cette déploration et le bateau (une maquette du Sainte-Hélène, une frégate trois-mâts en bois peint due au sculpteur Pierre Le Loir est un objet classé) sont portés en procession jusqu'à la mer le jour du pardon.

#### Manoir de Kerfrezec Goah Guillerm
Datant du XVIe siècle, ce manoir faisait partie d'une seigneurie de Locoal-Hennebont appartenant en 1521 à Louis de La Forêt et acquis, en 1637, par Pierre Desmourier, notaire port-louisien et par la suite, en 1653 par R. Douville, en 1700, par René Barde, marchand port-louisien lui aussi et en 1725 par la famille De Langle, avant d'être, au XIXe siècle propriété de la famille de Kéridec.

#### L'autel de la vieille chapelle à la pointe de Kerantréh

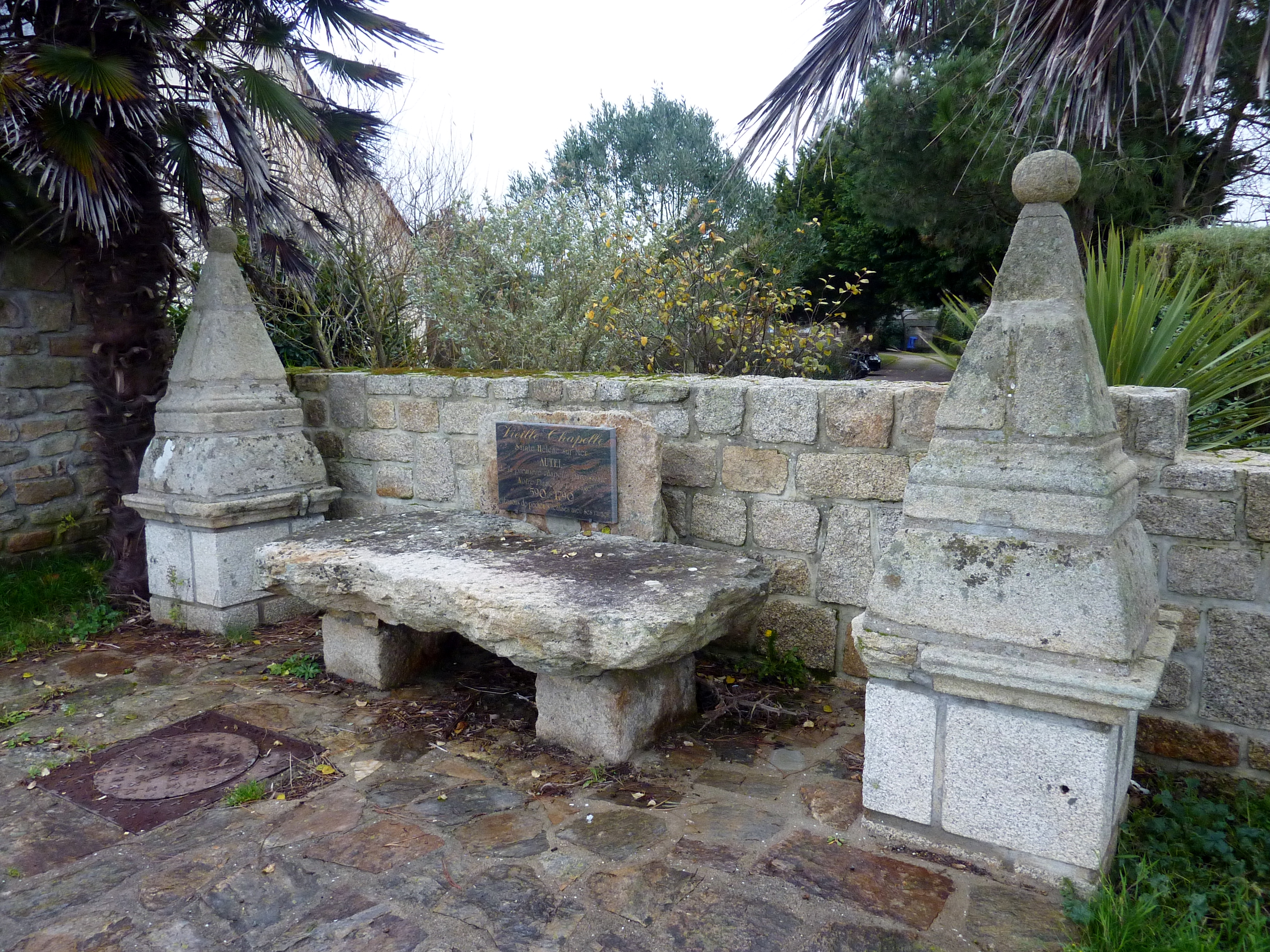
L'autel de la vieille chapelle Notre-Dame-du-Passage.

L'autel de la première chapelle paroissiale de Sainte-Hélène, Notre-Dame du Passage, date de 590. Les ruines de la chapelle ont servi à la construction de cabanons de pêcheurs.

#### Le moulin à marée de Kercadic
Le moulin à marée de Kercadic dépendait à sa construction du prieuré de Locoal ; il a été reconstruit au XIXe siècle et remanié au XXe siècle.

#### La fontaine et le lavoir du Magouérec
La fontaine et le lavoir du Magouérec ont été restaurés en 2017.

#### Le lavoir et la fontaine de Kerzerh

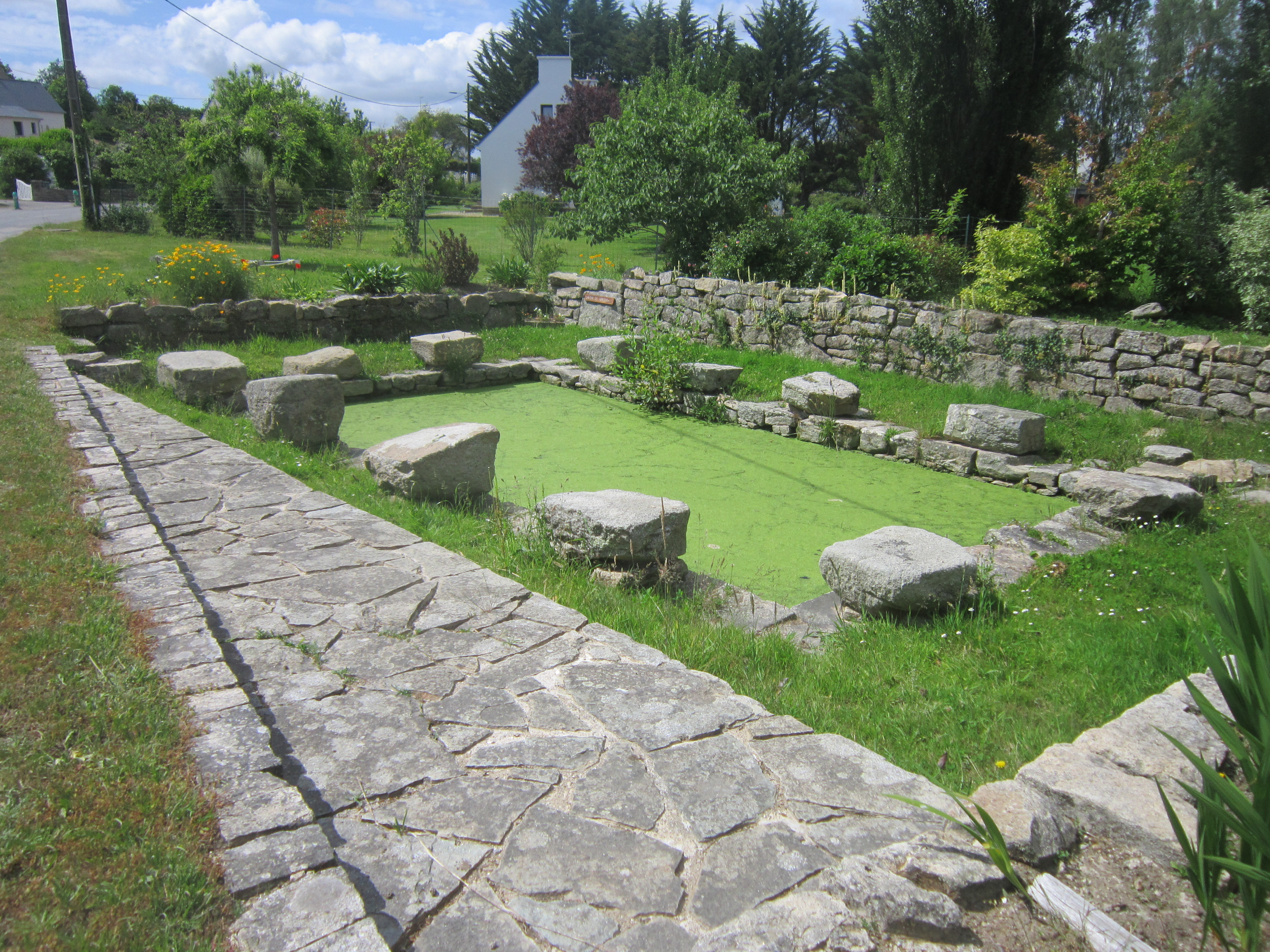
Le lavoir de Kerzerh.

### Îlots
- Logoden (colonie de sternes, protégée par un gardiennage)
- Iniz-er-Mour (colonie de sternes, protégée par un gardiennage)

### Héraldique
| Armes de Sainte-Hélène | Elles peuvent se blasonner ainsi aujourd’hui : ... |

## Personnalités liées à la commune
- Jean Rohu (1771 - 1849), officier chouan, a vécu les dernières années de sa vie et est mort à Sainte-Hélène.
- En avril 2009, l'écrivain et photographe Laurent Bourdelas, de Limoges, mais amoureux de Port-Louis et de sa région depuis l'enfance, y achève l'écriture de son nouveau livre inspiré en partie par les lieux : Locmalo (Éditions Gros Textes, 06, 2009). Des textes y sont consacrés à Sainte-Hélène, Nostang, etc.